# Pfarrhof Frauenstein

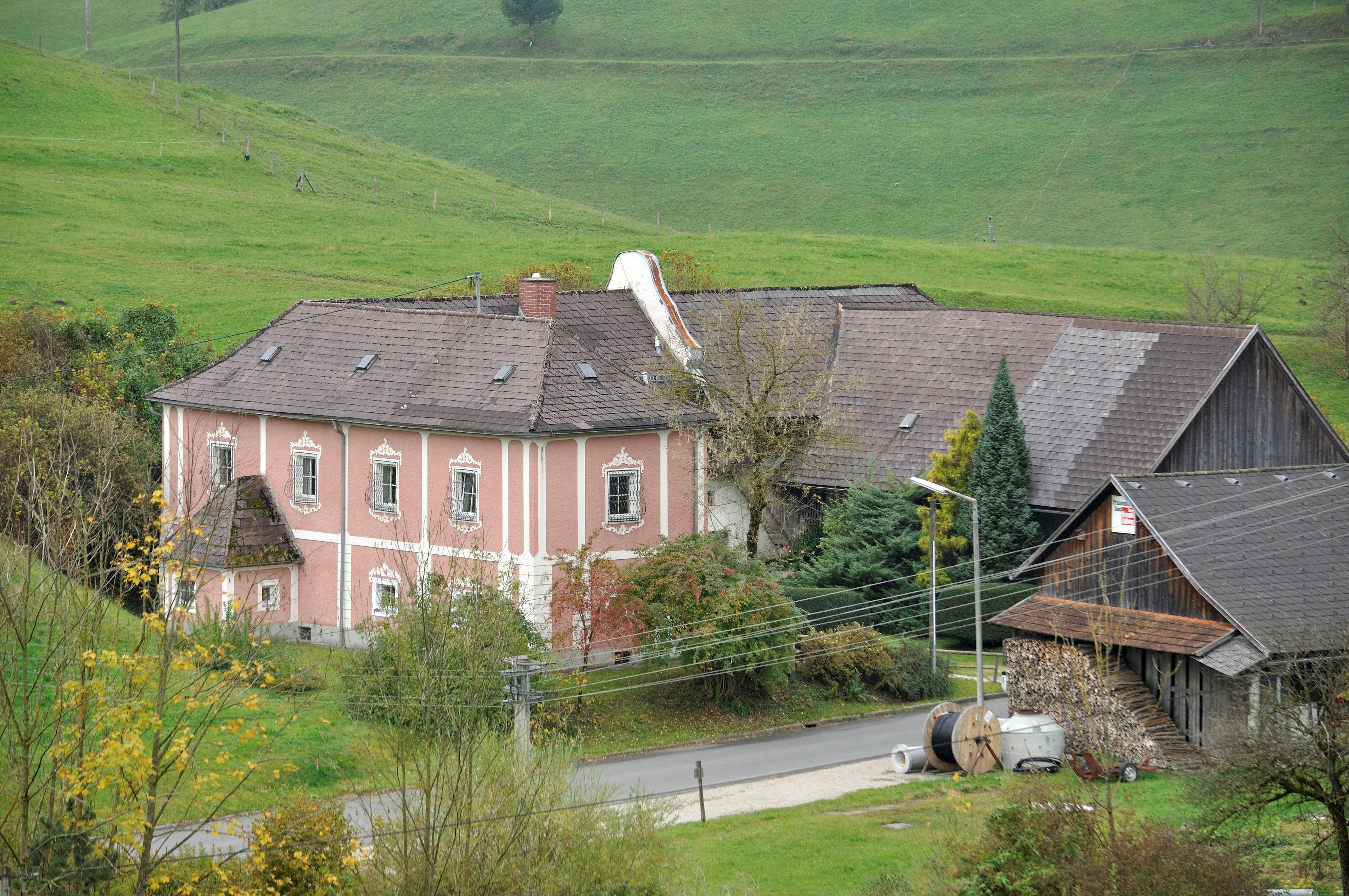
Pfarrhof Frauenstein

Der Pfarrhof Frauenstein in der Ortschaft Frauenstein der Marktgemeinde Molln in Oberösterreich wurde im 18. Jahrhundert errichtet und steht unter Denkmalschutz (Listeneintrag).

## Geschichte
Im Jahr 1754 wurde das Vikariat Frauenstein durch Abtrennung eines Teils der Pfarre Molln eingerichtet. Das machte den Bau eines Vikariatshauses notwendig.
Dieses Gebäude steht an der Stelle des Obersteyrerbauerngütels (früher Ramsau Nr. 38), das zur Grundherrschaft von Schloss Lamberg gehörte. Da zur Errichtung des Vikariatshauses dieser Platz unterhalb der Wallfahrtskirche Frauenstein sehr geeignet schien, wurde ein Grundstückstausch vorgenommen. Die Herrschaft Steyr erhielt dafür das Schmiedgütl (früher Ramsau Nr. 114).
Der Baubeginn fiel in die Amtszeit des Garstener Abtes Leopold (1747–1757). Die Jahreszahl 1780 über der Eingangstür des Pfarrhofes könnte auf die Fertigstellung der Fassade hinweisen.
Nachdem das Stift Garsten 1787 aufgehoben worden war, wurde Frauenkirchen 1823 eine eigene Pfarre, und damit aus dem Vikariatshaus ein Pfarrhof.

## Beschreibung
Auf einem L-förmigen Grundriss erhebt sich ein zweigeschoßiger Bau mit vier Fensterachsen an der Nordseite, die Giebelseite ist aber nur eine Achse breit. Die Rokoko-Stuckverzierungen um die vergitterten und mit Faschen versehenen Fenster verleihen dem rot angestrichenem Gebäude ein stattliches Aussehen.